# عيلان
عيلان أو الحَلَم أو الحالم أو حماط (الاسم العلمي: Moltkiopsis ciliata)، شجيرة صغيرة من فصيلة الحمحمية
، صلبة داكنة اللون، ارتفاعها 10-40 سم، مكسوة بالشعر. موطنها في شبه الجزيرة العربية وشمال أفريقيا.